# 超对称
超对称（supersymmetry，简称SUSY）是费米子和玻色子之间的一种對稱性，该对称性至今在自然界中尚未被观测到。物理学家认为这种对称性是自发破缺的。大型強子對撞機將會驗證粒子是否有相對應的超對稱粒子這個疑問。
超對稱模型能解決三個難題：
1. 在大統一理論尺度，它能夠促使規範耦合常數收斂合一。
2. 它能夠給出一個暗物質候選。
3. 它能夠合理的解釋級列問題（hierarchy problem）。

## 理論
超对称代数：
{\displaystyle \{Q_{\alpha },{\bar {Q}}_{\dot {\beta }}\}=2(\sigma ^{\mu })_{\alpha {\dot {\beta }}}P_{\mu }}
{\displaystyle \{Q_{\alpha },Q_{\beta }\}=\{{\bar {Q}}_{\dot {\alpha }},{\bar {Q}}_{\dot {\beta }}\}=0}

## 歷史
日本物理学家宫沢弘成（Hironari Miyazawa）最早于1966年首次提出超对称理论，描述费米子和玻色子之间的对称（叫超对称）。超对称可能统一自然界的基本作用力，以及解释暗物质问题。

### 额外维度
弦理论家提出了N=8的超对称理论统一费米子与玻色子。八维宇宙叫超空间（superspace）。这是大的或弯曲的额外维度（large or warped extra dimensions）。

### 超粒子
一对之粒子为超对称伙伴（supersymmetric partner），如：
- 重力微子（gravitino）、
- 光微子（photino）、
- 胶微子（gluino），
- 费米子之伙伴叫超粒子（sparticle）
- 超电子（super + electron = selectron）

但是物理学家现在不知道这样的超粒子是否存在。

### 磁单极
若SUSY存在，则磁单极也必须存在。（但是由于宇宙暴胀，磁单极子的密度可以很低。）
磁单极的质量接近普朗克质量。磁单极的质量可以小于100 TeV。
大型强子对撞机（LHC）似乎已将有些模型的超对称排除。物理学家还没发现任何超粒子。

## 外部連結
- "Particle wobble shakes up supersymmetry", Cosmos magazine, September 2006